# Noah Darvich
Noah Darvich, né le 25 septembre 2006 à Fribourg-en-Brisgau, est un footballeur allemand qui évolue au poste de milieu offensif au VfB Stuttgart.

## Biographie

### En club

#### Débuts et formation à Fribourg (2017-2023)
Il commence ça formation au SC Fribourg.
Considéré comme l'un des grands talents du football allemand, il est vite annoncé dans le viseur des plus grands clubs européens, comme le Bayern Munich ou l'Arsenal FC,.

#### FC Barcelona Atlètic (depuis 2023)
Le 8 août 2023, Darvich rejoint officiellement le FC Barcelona Atlètic, équipe réserve du club catalan, contre 2,5 millions d'euros paraphant un contrat courant jusqu'en juin 2026.

### En sélection
Né en Allemagne d’un père franco-irakien et d'une mère allemande, il a le choix entre trois nationalités sportives différentes.
Noah Darvich, représente l'équipe d'Allemagne des moins de 17 ans, dont il est l'un des atouts majeurs, en plus d'en être le capitaine.
En mai 2023, il est retenu avec les moins de 17 ans par le sélectionneur Christian Wück (en) afin de participer le Championnat d'Europe.
L'Allemagne atteint la finale de la compétition après sa victoire face à la Pologne le 30 mai 2023 (3-5 score final). Il est titularisé lors de la finale, remportée par les Allemands face à la France après une séance de tirs au but, le 2 juin 2023.

## Style de jeu
Noah Darvich est un milieu offensif gaucher, de type "numéro 10" mais sa polyvalence lui permet d'occuper plusieurs postes différents, comme celui d'ailier droit. 
Il est décrit comme un joueur très technique avec un important apport offensif, que ce soit à l'extérieur de la surface adverse ou à l'intérieur pour créer le danger. Leader naturel, il officie régulièrement comme capitaine des différentes équipes de jeunes,.

## Palmarès

### En sélection
En équipe d'Allemagne des moins de 17 ans, Darvich remporte ses deux premiers trophées en carrière. Il est d'abord sacré champion d'Europe à l'Euro 2023 puis champion du monde à la Coupe du monde 2023, à chaque fois contre la France.

### Distinction individuelle
- Membre de l'équipe-type de l'Euro des moins de 17 ans 2023